# George Bovet
George Bovet, né le 27 novembre 1874 à Neuchâtel (originaire de Fleurier) et mort à Lausanne le 20 mai 1946, est une personnalité politique suisse, membre du parti radical-démocratique.

## Biographie
Fils d'Henri Alphonse, chancelier du canton de Neuchâtel, il effectue sa scolarité à Genève, avant de suivre des études de linguistique à l'Université de Berlin, puis de droit à l'Université de Berne où il obtient son doctorat.
Il entre dans la vie active comme journaliste au National Suisse de La Chaux-de-Fonds de 1896 à 1898, puis est le correspondant à Berne de la Revue de Lausanne, du quotidien Le Temps de Paris et de la Frankfurter Zeitung entre 1898 et 1927.
En parallèle, dès 1910, il est employé à la Chancellerie fédérale comme traducteur puis comme secrétaire du Conseil national dès 1911, puis enfin comme vice-chancelier dès 1927. Après la démission de Robert Käslin, Bovet est élu chancelier de la Confédération en 1935 à la suite d'une élection difficile face au candidat du PDC Oskar Leimgruber (qui deviendra chancelier après lui). Il est le premier Romand à ce poste.
Il occupe le poste de chancelier jusqu'en 1943 et, pendant cette période, renonce au second vice-chancelier francophone, assurant lui-même les rédactions en français.

## Ouvrages
- Chemin faisant, trente ans de souvenirs, Genève, Les éditions du Cheval Ailé, 1945, 234 p.Autobiographie

## Sources
- « George Bovet » dans le Dictionnaire historique de la Suisse en ligne.
- Chancellerie fédérale, « George Bovet (chancelier de 1934 à 1943) » (consulté le 3 novembre 2007)

- (nl) Cet article est partiellement ou en totalité issu de l’article de Wikipédia en néerlandais intitulé « George Bovet » (voir la liste des auteurs).